# إدوارد جيمس أولموس

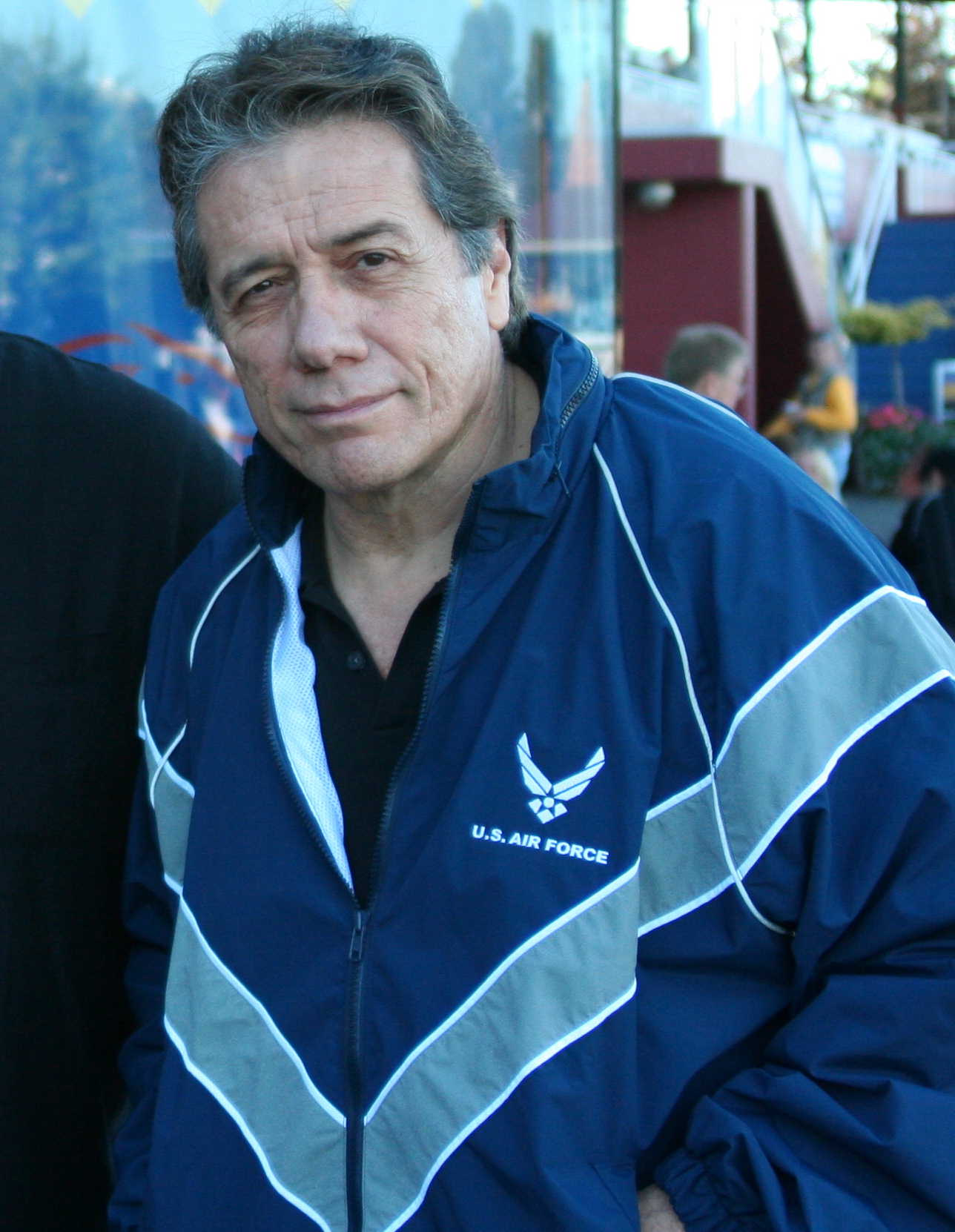
إدوارد جيمس أولموس في سبتمبر 2006

إدوارد جيمس أولموس (24 فبراير 1947 في لوس أنجلس، كاليفورنيا) هو ممثل أمريكي مكسيكي الأصل. يعمل أيضا كمخرج ومنتج.
في شبابه المبكر قرر إدوار وهو في سن الثالثة عشر أن يصبح مغني روك وكان في ذلك الوقت لاعب بيزبول. حقق في سنوات الستينات والسبعينات من القرن الماضي نجاحا في النوادي، لكن صديق له نصحه أن يغير مهنته إلى التمثيل. تحصل عام 1978 على جائزة توني. شهرته الحقيقة كانت من خلال تمثيله دور كاستيلو في المسلسل التلفزيوني ميامى فايس (1984-1989). رُشح عام 1988 لجائزة الأوسكار.
فاز عام 1997 بجائزة ألما عن دوره في فيلم سيلينا - الحلم الأمريكي.
إدوارد جيمس متزوج في الوقت الحالي من الممثلة بورتوريكية ليماري نادال.

## روابط خارجية
- إدوارد جيمس أولموس على موقع IMDb (الإنجليزية)
- إدوارد جيمس أولموس على موقع روتن توميتوز (الإنجليزية)
- إدوارد جيمس أولموس على موقع مونزينجر (الألمانية)
- إدوارد جيمس أولموس على موقع ألو سيني (الفرنسية)
- إدوارد جيمس أولموس على موقع ميوزك برينز (الإنجليزية)
- إدوارد جيمس أولموس على موقع تيرنر كلاسيك موفيز (الإنجليزية)
- إدوارد جيمس أولموس على موقع أول موفي (الإنجليزية)
- إدوارد جيمس أولموس على موقع قاعدة بيانات برودواي على الإنترنت (الإنجليزية)
- إدوارد جيمس أولموس على موقع قاعدة بيانات الأفلام السويدية (السويدية)
- إدوارد جيمس أولموس على موقع إن إن دي بي (الإنجليزية)